# Isabelle Eberhardtová
Isabelle Wilhelmine Marie Eberhardtová (17. února 1877 Ženeva — 21. října 1904 Ain Sefra) byla švýcarská dobrodružka a spisovatelka, která v mužském přestrojení procestovala severní Afriku.
Byla nemanželského původu. Její matka Nathalie Eberhardtová pocházel z baltskoněmecké šlechtické rodiny a provdala se za generála carské armády Pavla Moerdera, který byl o čtyřicet let starší. Během pobytu v Ženevě najala Nathalie jako učitele pro své děti Alexandra Trofimovského, zběhlého kněze a anarchistu arménského původu. Brzy s ním navázala milostný poměr a měli dvě děti, staršího Augustina a mladší Isabelle.
Isabelle byla svým otcem vychovávaná v nonkonformním duchu. Již v dětství se naučila číst Korán v originále, roku 1895 vydala pod pseudonymem Nicolas Podolinsky svoji první povídku, jejímž námětem byla nekrofilie. Pohybovala se v bohémských kruzích, střídala milence, užívala alkohol a jiné drogy, šokovala množstvím vymyšlených historek ze svého života. Často se oblékala do mužských šatů: důvodem mohla být jak její transsexualita, tak i tehdejší morálka, která poskytovala mužům daleko větší volnost.
Roku 1897 odcestovala se svojí matkou do Alžírska. Usadily se v Annabě, Isabelle konvertovala k islámu, vydávala se za muže a přijala arabské jméno Sí Mahmúd Saádí, žila mezi beduíny jejich způsobem života. Na Sahaře našla svobodu, kterou jí civilizovaná Evropa nemohla poskytnout, a po smrti rodičů se zde rozhodla zůstat natrvalo. Psala pro evropské časopisy reportáže a romantické povídky z exotického prostředí, její názory ovlivnilo setkání se súfistickou myslitelkou Lallou Zajnabovou. Vstoupila do tajného mystického společenství kádiríja a podporovala odboj domorodců proti francouzské koloniální nadvládě, zároveň se však přátelila s generálem Cizinecké legie Hubertem Lyauteyem. Úřady ji vykázaly zpět do Francie; aby dostala povolení k návratu, provdala se roku 1901 za Slimana Ehního, příslušníka jednotek sipáhíů. Téhož roku přežila vražedný útok šavlí, zřejmě související s jejími politickými aktivitami, ale zahynula ve 27 letech při bouřce, když náhlá povodeň zničila její dům ve městě Ain Sefra.
V roce 1991 o jejím životě natočil režisér Ian Pringle film Isabelle Eberhardtová, v němž hrála hlavní roli Mathilda May. Je po ní také pojmenována ulice v Ženevě.